# Mequinenza (kommun i Spanien)
Mequinenza är en kommun i Spanien.   Den ligger i provinsen Provincia de Zaragoza och regionen Aragonien, i den östra delen av landet, 300 km öster om huvudstaden Madrid. Antalet invånare är 2 449. Arean är 307 kvadratkilometer. Mequinenza gränsar till Almatret, La Granja d'Escarp, Seròs, Fraga, Torrente de Cinca, Fayón, Nonaspe och Fabara. 
Terrängen i Mequinenza är kuperad åt nordost, men åt sydväst är den platt.